# Trichaulax
Trichaulax, monotipični biljni rod iz porodice primogovki smješten u tribus Justicieae, dio potporodice Acanthoideae. Jedina vrsta je T. mwasumbii, polugrm iz Kenije i Tanzanije. Opisan je u Kew Bulletin 47(4): 613. 1992.

## Staništa
Trichaulax je endemičan u suhim obalnim šumama u Keniji i Tanzaniji.

## Vanjske poveznice
- A Note on the Pollen of Trichaulax mwasumbii (Acanthaceae: Justicieae)